# Пихер
Пихер (нем. Picher) — община в Германии, в земле Мекленбург-Передняя Померания.
Входит в состав района Людвигслуст. Подчиняется управлению Хагенов-Ланд.  Население составляет 688 человек (на 31 декабря 2010 года). Занимает площадь 39,09 км².
Коммуна подразделяется на 2 сельских округа.